# The Unforgettable Fire Tour
Tournées par U2
War Tour 
(1982-83) The Joshua Tree Tour (1987)
The Unforgettable Fire Tour est une tournée mondiale du groupe de rock irlandais U2 qui a eu lieu en 1984 et 1985 pour soutenir le quatrième album du groupe The Unforgettable Fire. 

## Description
Commencée en août 1984 avec la première tournée du groupe en Australie et en Nouvelle-Zélande, la tournée s'est étendue sur quatre autres étapes qui comprennent 43 concerts en Europe et 50 en Amérique du Nord. Pour la première fois, U2 a joué systématiquement dans des arènes au lieu de salles et de théâtres plus petits, et parfois pendant plusieurs nuits. 
Les titres de l'album The Unforgettable Fire qui ont été les plus jouées dans cette tournée sont A Sort of Homecoming, Pride (In the Name of Love), Wire, The Unforgettable Fire, Bad et MLK. Tour à tour, Red Rockers, Lone Justice, Matt Finish, les Mockers et Waterboys ont fait la première partie du The Unforgettable Fire Tour.